# Махачкалинская и Дербентская епархия
Махачкали́нская и Дербе́нтская епа́рхия — епархия Русской православной церкви, объединяющая приходы и монастыри в пределах Дагестана.
Кафедральный город: Махачкала. Кафедральный собор — Свято-Успенский.
Управляющий: архиепископ Махачкалинский и Дербентский Варлаам (Пономарёв).

## История
Исторически территория епархии входила в состав Астраханской епархии. После образования в 1842 году Ставропольской епархии территория нынешней Махачкалинской епархии вошла в её состав.
С 28 декабря 1998 года территория Дагестана вошла в состав Бакинской епархии.
22 марта 2011 года Дагестан, Чечня и Ингушетия вошли в состав Владикавказской епархии.
26 декабря 2012 года решением Священного Синода была образована самостоятельная Махачкалинская епархия, выделенная из состава Владикавказской епархии, с центром в Махачкале и с включением в её состав приходов и монастырей в Дагестане, Ингушетии и Чечне. С 27 января епархией управляет архиепископ Варлаам (Пономарёв).
5 октября 2015 года епископ Махачкалинский и Грозненский Варлаам возглавил крестный ход в городе Кизляр, ставший первым в Дагестане в новейшей истории. Крестный ход, приуроченный к празднованию 1000-летия преставления равноапостольного князя Владимира и к 280-летию со дня основания города, собрал около 1 тысячи православных верующих, которые прошли в общей сложности около трех километров.
20 марта 2025 года на территории Ингушетии и Чеченской республики образована самостоятельная Грозненская епархия, в связи с чем титул правящего архиерея был изменён на Махачкалинский и Дербентский.

## Епископы
- Варлаам (Пономарёв) (с 27 января 2013 года)

## Современное состояние
Статистика на конец 2014 года
- Священнослужителей — 30, из них:
  - 24 священника
  - 4 диаконов
- Благочиннических округов —4
- Приходов — 50, из них
- Храмов — 29
- Часовен — 15
- Молитвенные комнаты — 3
- Домовые церкви — 1
- Монастырь — 2

## Благочиния
Епархия разделена на 2 церковных округа (По состоянию на 20 марта 2025 года[значимость факта?]):
- Кизлярское благочиние
- Махачкалинское благочиние

## Храмы
Махачкалинское благочиние объединяет храмы на территории Дагестана за исключением трёх северных районов.
1. Свято-Успенский кафедральный собор — г. Махачкала
2. Храм Святого равноапостольного Князя Владимира — г. Махачкала
3. храм во имя Иверской (Моздокской) иконы Божией Матери — г. Махачкалы (на территории исправительной колонии № 2 УФСИН России по РД в поселке Загородный)
4. Знаменский собор — г. Хасавюрт
5. Церковь Казанской иконы Божией Матери — г. Каспийск
6. Церковь Покрова Пресвятой Богородицы — г. Дербент
7. Церковь преподобного Серафима Саровского — г. Избербаш
8. Часовня Александра Невского — с. Ахты
9. Часовня Александра Невского — г. Буйнакск
10. Храм в честь святого благоверного великого князя Дмитрия Донского — с. Арани (строится)
11. Храм-комната в честь иконы «Торжество Пресвятой Богородицы» Порт-Артурская — с. Ботлих
12. Часовня Великомученика Георгия Победоносца — с. Батаюрт (строится)
13. Часовня преподобного Сергия Радонежского г. Каспийск, на территории временной оперативной группы МВД России в Республике Дагестан.
14. Часовня во имя великомученика и целителя Пантелеймона на территории НОК «Журавли», г. Махачкала

Кизлярское благочиние объединяет храмы на территории Тарумовского, Ногайского, Кизлярского района Дагестана.
1. Собор святого великомученика Георгия Победоносца — г. Кизляр
2. Церковь в честь иконы Божией Матери «Взыскание погибших» — г. Кизляр
3. Церковь Казанской Божьей Матери — п. Комсомольский
4. Церковь Святителя и Чудотворца Николая — с. Крайновка
5. Церковь Святителя и Чудотворца Николая — с. Брянск
6. Часовня в честь святых Царственных Страстотерпцев — ст. Александрийская
7. Церковь Николая Чудотворца — с. Кочубей
8. Церковь Андрея Первозванного — с. Тарумовка
9. Церковь Рождества Пресвятой Богородицы — с. Таловка
10. Церковь Петра и Павла — с. Коктюбей
11. Часовня Александра Невского — с. Терекли-Мектеб

## Монастыри
- Крестовоздвиженский монастырь в Кизляре (женский)